# Grafton, Nebraska
Grafton är en ort i Fillmore County i delstaten Nebraska, USA.